# NiceFutis

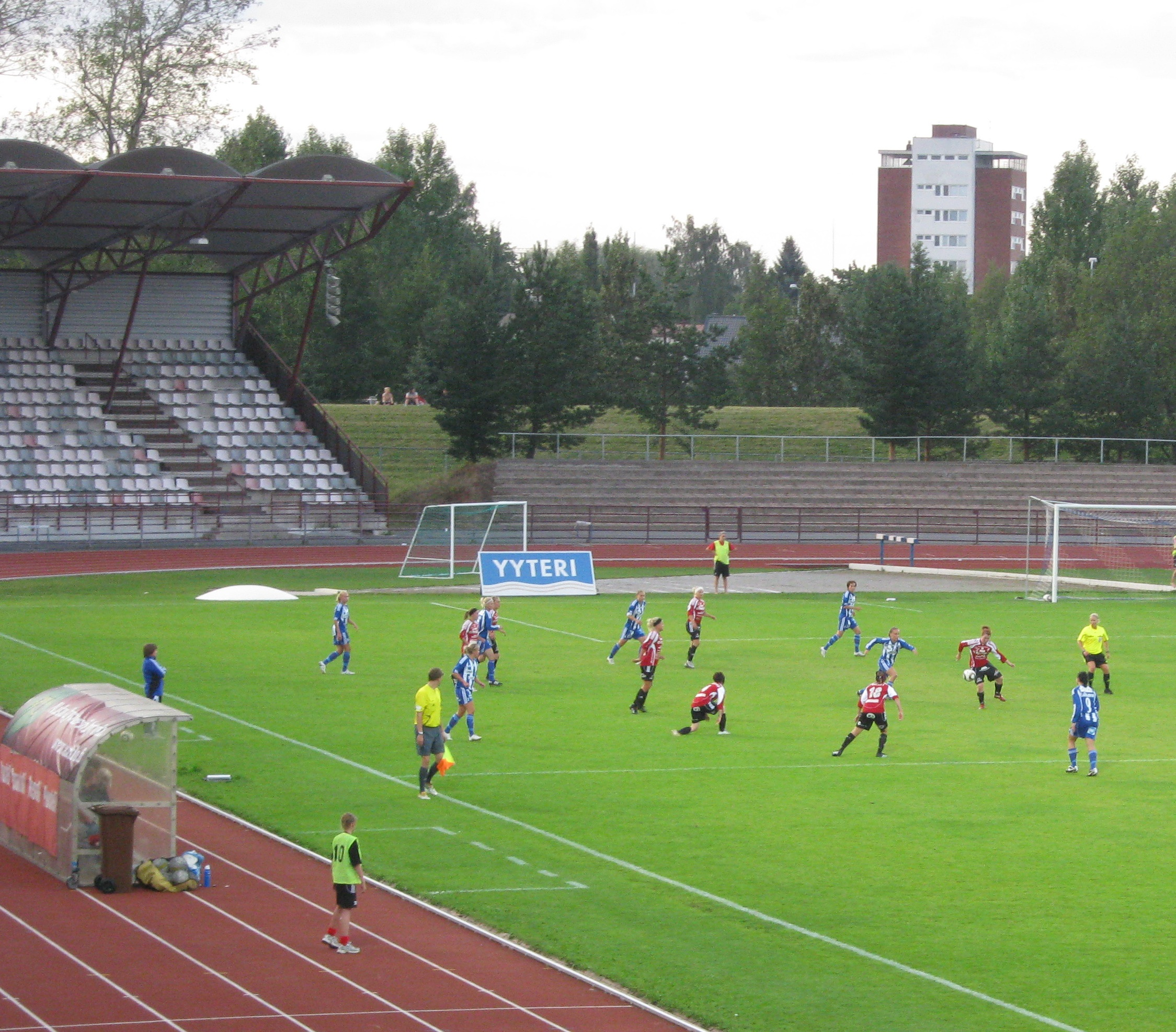
NiceFutis bei einem Spiel gegen HJK, 2010

NiceFutis ist ein finnischer Frauenfußballverein aus Pori. Die erste Mannschaft spielt in der Kansallinen Liiga, der höchsten Spielklasse im finnischen Frauenfußball.

## Hintergrund
NiceFutis wurde 1989 als Ausgliederung der Frauenfußballabteilung von FC Jazz gegründet und ist als eingetragener Verein (finnisch abgekürzt ry) registriert. Der erste Namensteil setzt sich aus dem englischen Adjektiv nice und dem finnischen Substantiv futis zusammen. Dieser umgangssprachliche Ausdruck für „Fußball“ wurde aus Finnlandschwedisch fotis entlehnt und ist seit über 100 Jahren im finnischen Sprachgebrauch.
In der Saison 2012 spielte die spätere schwedische Nationalspielerin Irma Helin für den Club.